# تششمة غندة
تششمة غندة (بالفارسية: چشمه گنده) هي قرية تقع في قسم سفيدسنغ الريفي في إيران. يقدر عدد سكانها بـ 134 نسمة .